# Engbergen
Engbergen is een buurtschap in de Nederlandse gemeente Oude IJsselstreek, gelegen in de provincie Gelderland. Het ligt 1 kilometer ten oosten van Gendringen.
In het recreatiegebied Engbergen zijn er onder meer een korenmolen, een openluchttheater, een paardensportcentrum en een kinderboerderij.
Stad: Terborg

Dorpen: Bontebrug · Breedenbroek · Etten · Gendringen · Megchelen · Netterden · Silvolde · Sinderen · Ulft · Varsselder · Varsseveld · Westendorp

Buurtschappen en gehuchten: De Heuven · Engbergen · Heelweg-Oost · Heelweg-West · Milt · Vriezelaar · Rafelder · Veldhunten · Voorst · Wals · Warm · Wieken · IJsselhunten · Ziek

Gelderland: Steden en dorpen in Gelderland      Nederland: Provincies · Gemeenten